# Perfect Strangers
Perfect Strangers är rockbandet Deep Purples elfte studioalbum, utgivet den 29 oktober 1984. Det var även Deep Purples återföreningsplatta 1984 då de fem medlemmar vilka spelat i bandet när de varit som störst under 1970-talets början återigen spelade tillsammans, vilket var första gången på tio år. Titelspåret, "Perfect Strangers", blev en stor hit.

## Låtförteckning
Samtliga låtar är skrivna av Ritchie Blackmore, Ian Gillan och Roger Glover om inget annat anges.
| 1. | Knocking at Your Back Door |                                                | 7:00 |
| 2. | Under the Gun              |                                                | 4:35 |
| 3. | Nobody's Home              | Blackmore, Gillan, Glover, Jon Lord, Ian Paice | 3:55 |
| 4. | Mean Streak                |                                                | 4:20 |

| 1. | Perfect Strangers |  | 5:23 |
| 2. | Gypsy's Kiss      |  | 4:40 |
| 3. | Wasted Sunsets    |  | 3:55 |
| 4. | Hungry Daze       |  | 4:44 |

| 1. | Not Responsible |  | 4:36 |

| 1. | Son of Alerik |  | 10:02 |

## Musiker
- Ritchie Blackmore – gitarr
- Ian Gillan – sång
- Roger Glover – elbas
- Jon Lord – orgel, keyboard
- Ian Paice – trummor